# Escola Estadual Professor Edir do Couto Rosa

A Escola Estadual Professor Edir do Couto Rosa, denominada em sua fundação Grupo Escolar de Ferraz de Vasconcelos e posteriormente Escola Estadual de Primeiro e Segundo Grau Professor Edir do Couto Rosa, é uma tradicional escola pública brasileira, administrada pela Secretaria da Educação do Estado de São Paulo e localizada no centro do Município de Ferraz de Vasconcelos, Fundada em abril de 1957, possui grande importância histórica no município.

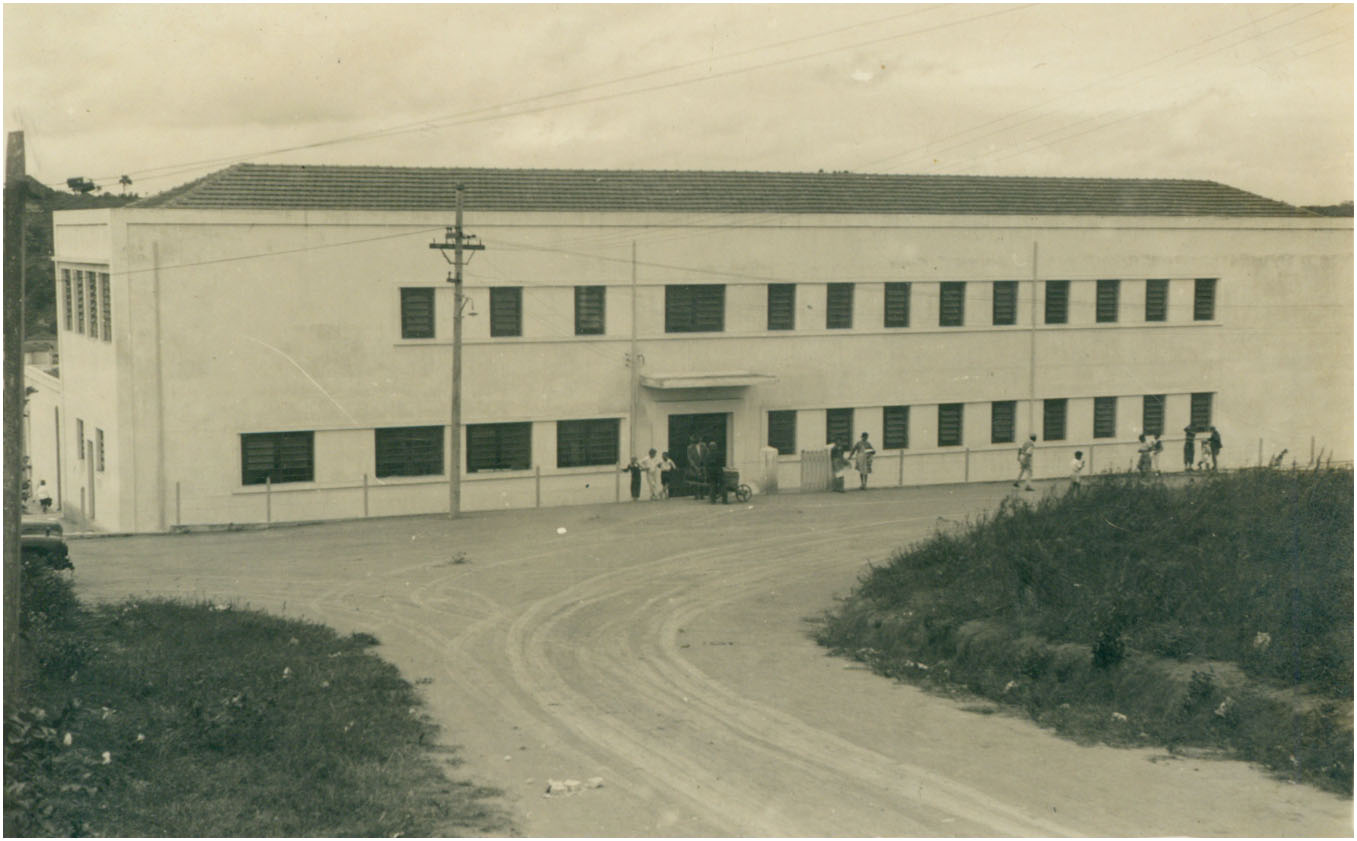
Grupo Escolar de Ferraz de Vasconcelos, segunda metade do século XX.

Ocupa um edifício doado em 1957 por Kichisaburo Iguchi, pai de Makoto Iguchi, oitavo prefeito do município, e recebido pelo primeiro prefeito do município Helmuth Hermann Hans Louis Baxmann. No dia 22 de outubro de 1980 entrou em votação Projeto de Lei Nº 322 de 1980, apresentado pelo deputado estadual Evandro Lorenita e em 05 de novembro de 1980 foi decretado pela Assembléia Legislativa do Estado de São Paulo a mudança de nome da Unidade Escolar, em homenagem ao senhor Edir do Couto Rosa, professor que dirigiu a Unidade Escolar por oito anos.
Oferece Ensino Fundamental e Ensino Médio nos turnos matutino e vespertino e Educação de Jovens e Adultos no período noturno. Sua missão é formar cidadãos autônomos, solidários, atuantes e críticos, preparados para a cidadania e para o mundo do trabalho.